# Norbert Steixner
Norbert Steixner es un deportista austríaco que compitió en luge. Ganó una medalla de bronce en el Campeonato Europeo de Luge de 1951, en la prueba doble.

## Palmarés internacional
| Campeonato Europeo | Campeonato Europeo | Campeonato Europeo | Campeonato Europeo |
| Año                | Lugar              | Medalla            | Prueba             |
| ------------------ | ------------------ | ------------------ | ------------------ |
| 1951               | Igls (Austria)     | Medalla de bronce  | Doble              |